# Arthroleptis bivittatus
Arthroleptis bivittatus е вид жаба от семейство Arthroleptidae.

## Разпространение
Видът е разпространен в Гвинея.